# Gas- und Wasserwerk Birkenwerder
Das Gas- und Wasserwerk Birkenwerder ist ein denkmalgeschütztes Bauwerk in Birkenwerder.

## Geschichte
Das Gebäude wurde 1904 als Gas- und Wasserwerk errichtet. 1914 erfolgte die Stilllegung des Gaswerks. 1930 erfolgte eine erste Modernisierung des Wasserwerks und dann 1934 durch den Architekten Paul Poser der Umbau in die heutige Form. Sie erfolgte im Stil der Neuen Sachlichkeit. Das Bauwerk befindet sich im Eigentum der Gemeinde Birkenwerder und wurde 2019 unter Denkmalschutz gestellt. Bis in die 1970er Jahre war das Wasserwerk in Betrieb.

## Baubeschreibung
Der Gebäudekomplex mit unregelmäßigem Grundriss ist unter Einbeziehung älteren Baubestands entstanden. Der Ziegelbau ist hell verputzt und besteht aus unterschiedlich hohen Gebäudeteilen. Er ist teilweise ein-, aber auch zweigeschossig ausgebaut. Die Gebäudeteile werden durch vorkragende Flachdächer abgeschlossen. Die Fassadengliederung wird aus roten Klinkern gebildet. Das Gebäude ist geprägt durch den Klinkersockel und regelmäßig angeordnete Fensteröffnungen. Im Inneren des Gebäudes befindet sich der über drei Ebenen reichende Maschinenraum mit Relikten der technischen Anlagen und Ausstattung.

## Kulturpumpe
Unter dem Projektnamen Kulturpumpe setzt sich der Förderverein Kulturpark Birkenwerder e.V. für den Erhalt des 
früheren Gas- und Wasserwerk Birkenwerder ein. Nach einer denkmalgerechten Sanierung und dem Umbau soll darin ein Ort für sozio-kulturelle Veranstaltungen wie Konzerte, Lesungen, Ausstellungen, Theateraufführungen, Workshops und Vorträge entstehen. 
In Kooperation mit der Gemeinde Birkenwerder und durch die Einwerbung von Fördermitteln konnte mit dem ersten Bauabschnitt (Errichtung einer öffentlichen Toilettenanlage) begonnen werden.
Für den zweiten Bauabschnitt (denkmalgerechte Ertüchtigung des Gebäudes) erfolgte die Ausschreibung der entsprechenden Gewerke im Sommer 2024. Mit dem dritten Bauabschnitt soll das Gebäude für den regelmäßigen Kulturbetrieb hergerichtet werden.
Im August 2020 gab es im ehemaligen Wasserwerk erstmalig eine kulturelle Veranstaltung durch die Installation und Ausstellung „Sind wir und wo?“ von Urs Jaeggi.